# Voie romaine de Reims à Troyes
La voie romaine Reims-Troyes est une voie romaine qui reliait Durocortorum à Augustobona, aujourd'hui Reims-Troyes.

## Sources
Une source ancienne atteste l'existence d'une voie romaine allant de Reims à Troyes : les itinéraire d'Antonin.

## Parcours

### Itinéraire par Arcis-sur-Aube
Quittant Reims (Durocortorum) par le sud, 
- traverse la Vesle à Sillery,
- rejoint Beaumont-sur-Vesle,
- et rejoint en ligne droite Les Petites Loges, les traverse et poursuit,
- traverse Les Grandes-Loges pour atteindre La Veuve[1].
- poursuit de La Veuve jusqu’à Châlons en Champagne ou Catalaunum ou Duro-Catalaunum,
- traverse Châlons en Champagne,
- puis poursuit en ligne droite sans doute sous la chaussée de la D977,
- en traversant Vatry, Sommesous,
- puis sous la chaussée de la D677,
- en traversant Mailly-le-Camp, Arcis-sur-Aube ou Artiaca, Voué, Aubeterre, Feuges,
- pour entrer, par l’actuelle avenue Jean Jaurès de Pont-Sainte-Marie, dans Troyes ou Augustobona.

### Itinéraire par Arcis-sur-Aube/ Fére Champenoise

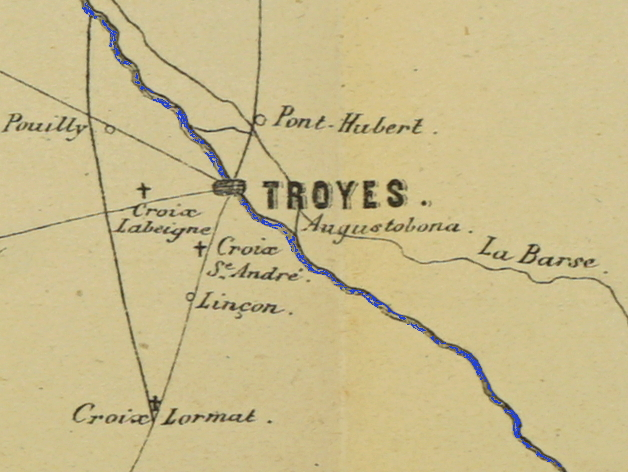
Carte des routes romaines Troyes.

## Sources et liens externes
- https://itineraires-romains-en-france.pagesperso-orange.fr/templates/vr10,2.htm